# Tramlijn 70 (Antwerpen)
De Antwerpse tramlijn 70 was een tijdelijke tramlijn die vanaf zaterdag 15 september 2018 tot en met zaterdag 7 december 2019 het eindpunt van tramlijn 7 in de Bataviastraat aan het MAS op het Eilandje via de Amsterdamstraat, Londenbrug, Londenstraat, ZNA Cadix en de Noorderlaan met het eindpunt van tramlijn 6 Luchtbal P+R naast de Luchtbalkazerne aan de Havana-site verbond. De lijn kon gezien worden als het verlengde van tramlijn 7 en kon aangepast of opgeschort worden bij calamiteiten aan de Londenbrug zonder dat de rest van lijn 7 hieronder hoefde te lijden.

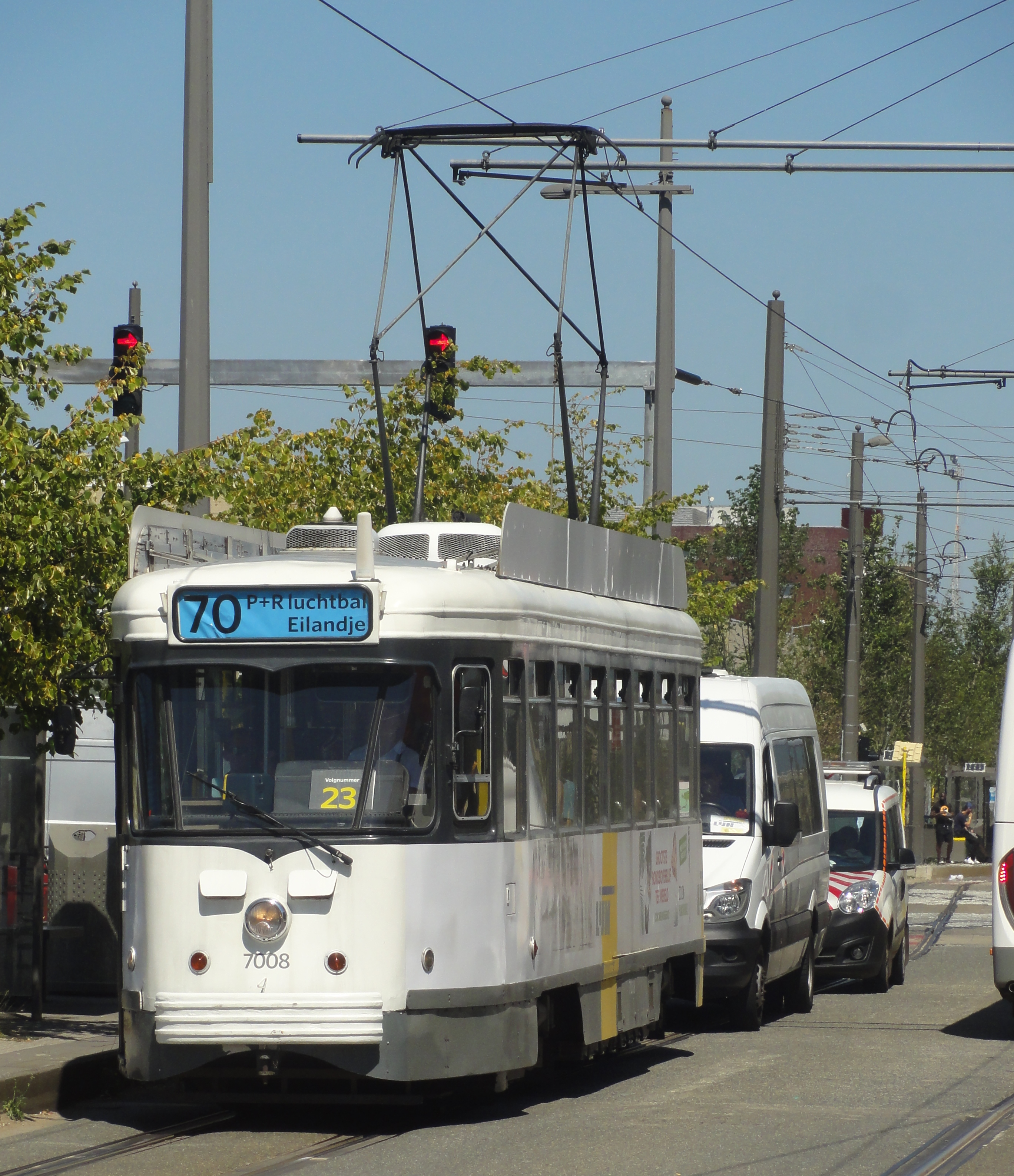
Tramlijn 70 (2019)

Een bijkomend detail was dat tramlijn 7 vanuit de stelplaats Hoboken (HBK) bediend werd en tramlijn 70 vanuit de stelplaats 'Punt Aan de Lijn' (PAL).
Op 25 mei 2018 vonden de eerste proefritten plaats. Vanaf zaterdag 15 september 2018 begon tramlijn 70 in regelmatige dienst te rijden. De lijn voltooide op zaterdag 7 december 2019 zijn laatste rit.

## Geschiedenis
Er reed tot april 1961 in het tijdperk van de NMVB ook een tramlijn 70 tussen Antwerpen en Ekeren langs de Noorderlaan. De poldertram 9994 die op zaterdag 15 september en zondag 16 september 2018 met het oude koersbord van die lijn reed herinnerde nog aan dit feit.

## Kleur
De kenkleur op het koersbord van deze lijn was in zwarte cijfers het getal 70 op een lichtblauwe achtergrond: .